# Landsorts fyr
Landsorts fyr uppfördes 1689 på ön Öja i Torö socken, Nynäshamns kommun, Stockholms skärgård och är Sveriges äldsta bevarade fyr och statligt byggnadsminne sedan 1935.

## Historik
Landsorts första fyr uppfördes 1658 på öns södra udde av holländaren och köpmannen Johan van der Hagen. Den ersatte en tidigare båk som kompletterades med fyrljus och speglar. Det var troligen de tidigaste försöken i Sverige att förbättra ett fyrljus med speglar.
Nuvarande fyr uppfördes 1689 efter en kunglig befallning från 1666 att en stenfyr skulle byggas, eftersom den gamla träbåken hade brunnit ner. Det blev van der Hagens arvingar som stod för bygget. Den nya fyren eldades med kol som hängde i en järnkorg utanför själva fyren. 1840 byggdes tornet om och fick en lanternin med rovoljelampor och speglar. Fram till 1840 var fyren privatägd, sedan övertog kronan den.
Den nuvarande koniska toppen byggdes 1870 då speglarna byttes ut mot Fresnel-linser och försågs med urverk. 1887 byttes rovoljelampan ut mot en fotogenlampa och 1907 mot en så kallad "luxlampa" (en sorts högeffektiva fotogenglödljuslampor som tillverkades av firman Lux på Lilla Essingen). 1938 elektrifierades fyren och fick sin nuvarande optik. Den sista fyrvaktaren slutade 1963. Fyren är helt automatiserad.

## Bilder

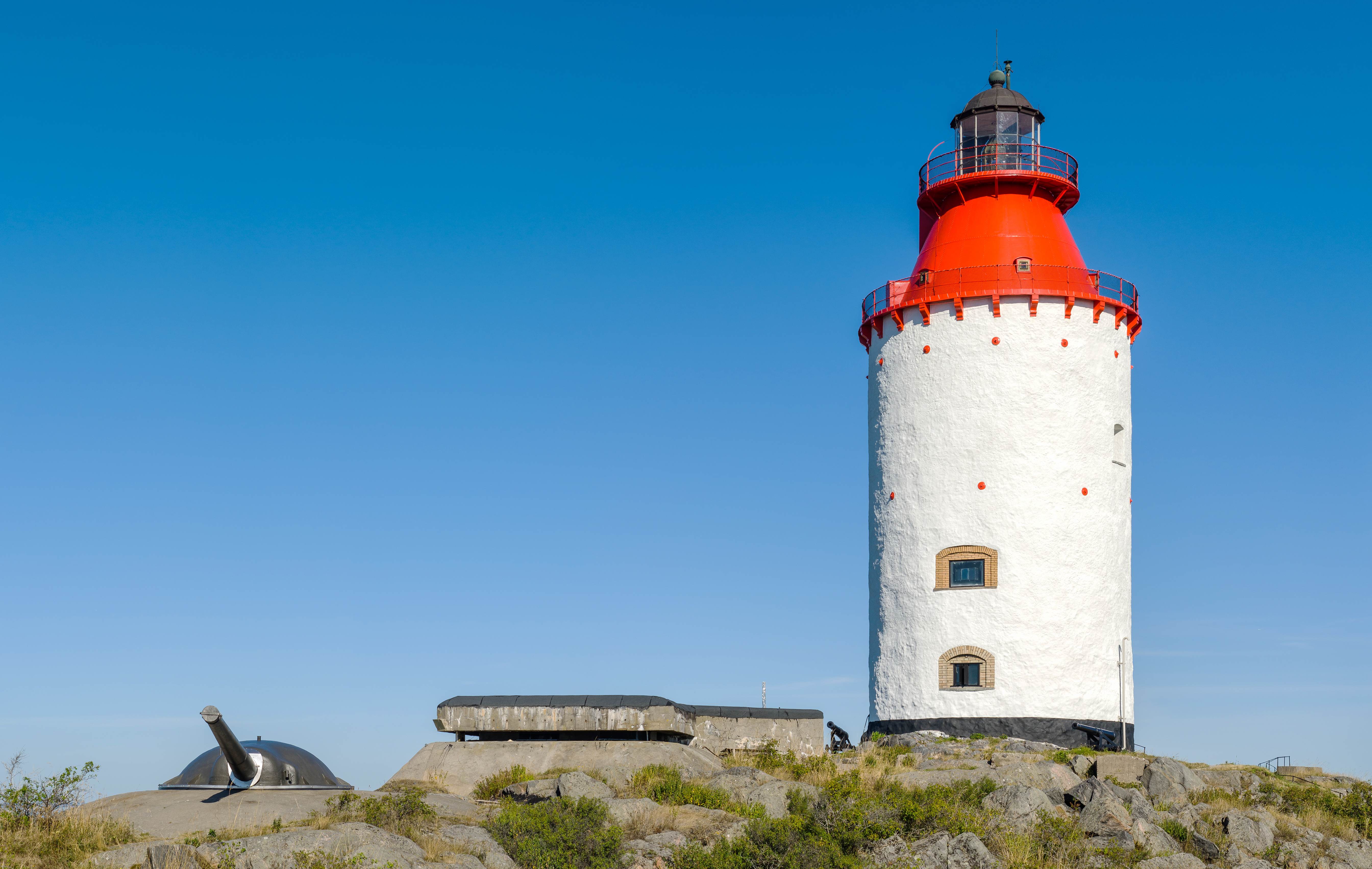
Fyren och 15,2 cm-batteriet på Landsort sedda från öster.
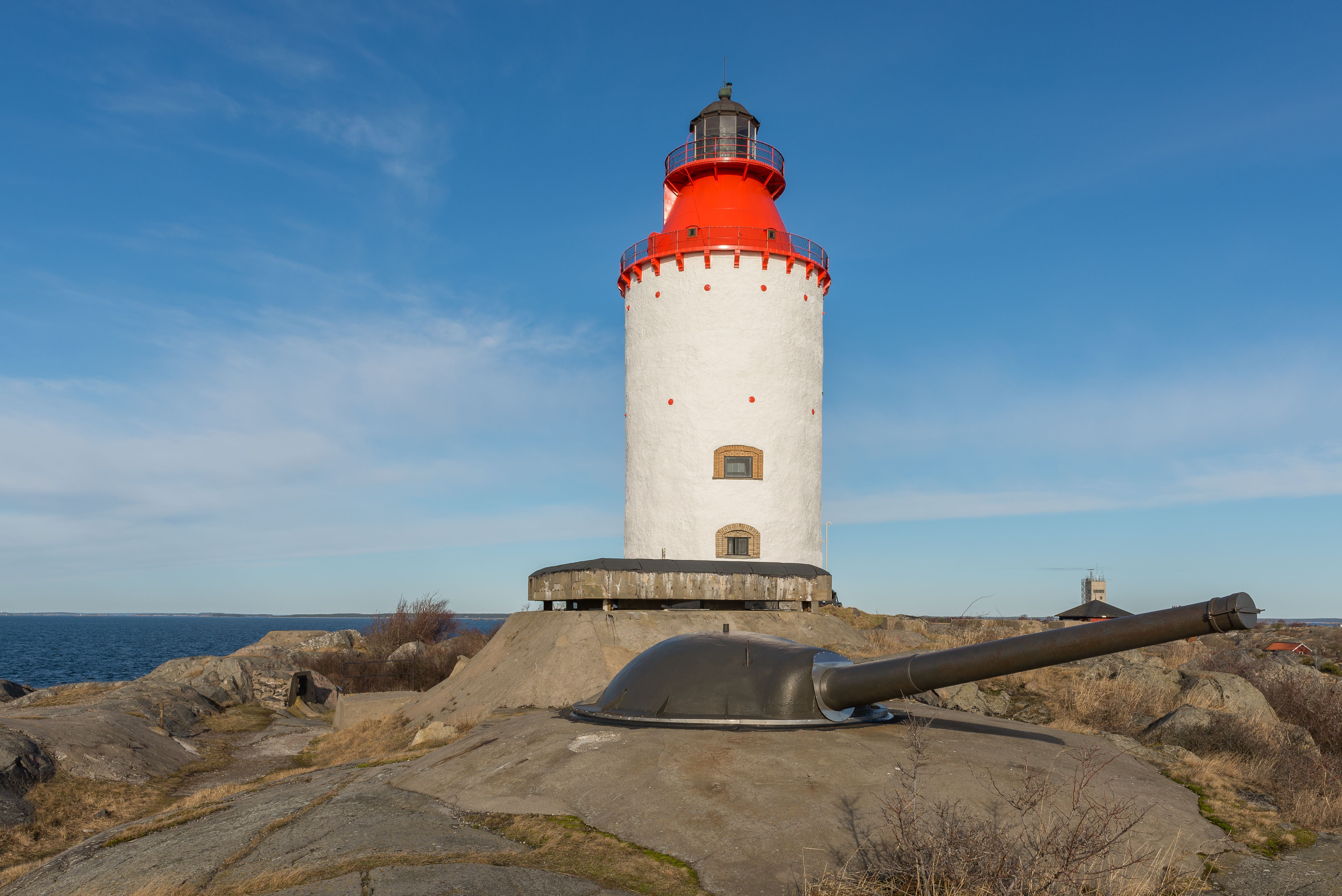
Fyren sedd från söder.
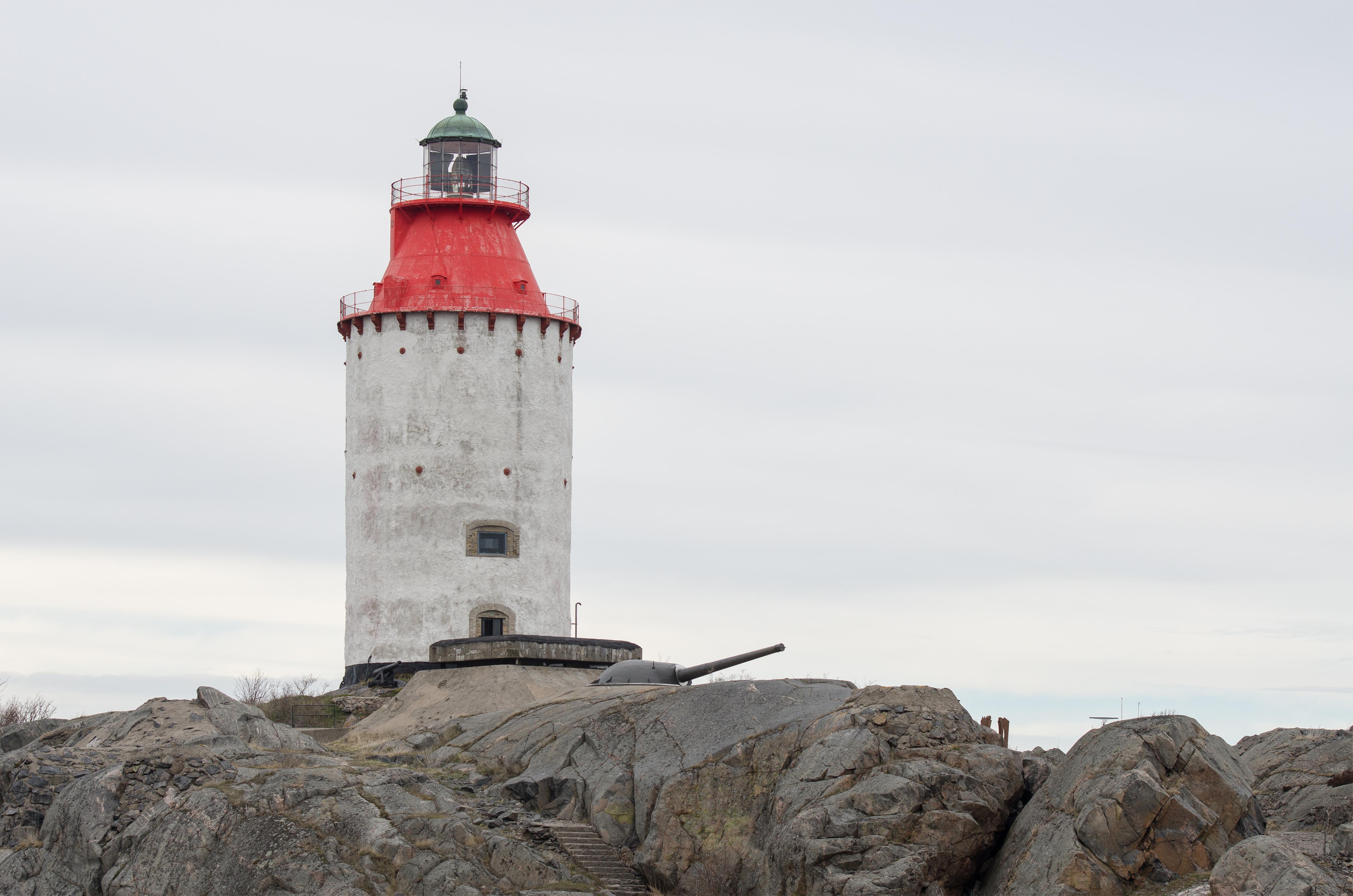
Fyren sedd från väster.
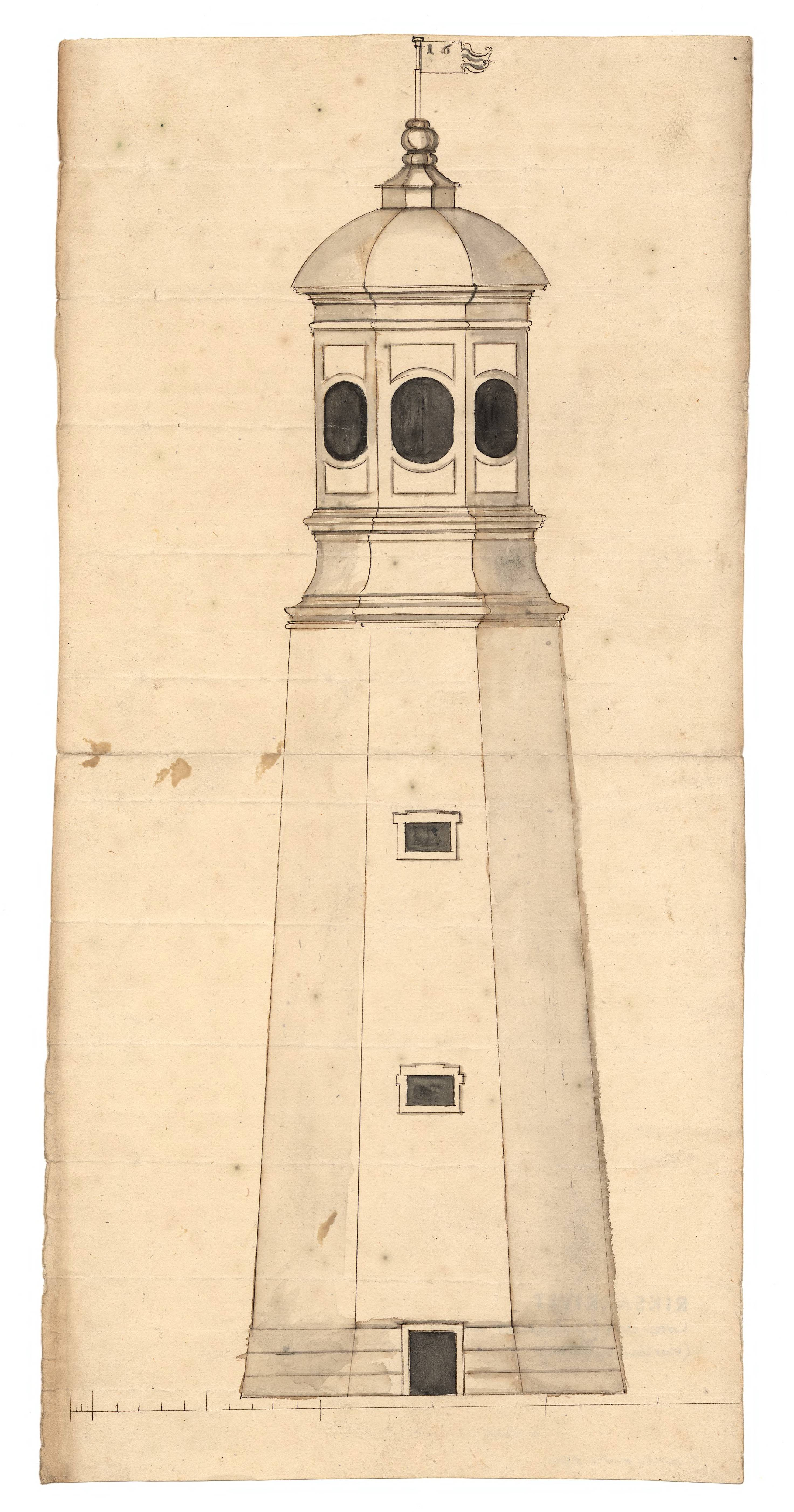
Odaterad fasadritning till Landsorts fyr.